# Amentotaxus yunnanensis
Amentotaxus yunnanensis — вид хвойних рослин родини тисових.

## Поширення, екологія
Країни проживання: Китай (Юньнань); Лаос; В'єтнам. Це, як правило, невелике підліскове дерево, що росте розкидано в змішаних вічнозелених і широколистих лісах, але іноді вид може стати набагато більшим і досягає верхнього шару лісу у первинних закритих вічнозелених дощових лісах. Висотна діапазон знаходиться між 800 м і 1600 м над рівнем моря. Опадів більше 1500 мм, часті тумани. Найчастіше зустрічається на вапнякових карстових утвореннях, де рослина змішується з іншими хвойними, наприклад, Fokienia hodginsii, Xanthocyparis vietnamensis (локально), Pseudotsuga sinensis, Tsuga chinensis, Podocarpus neriifolius, Dacrydium elatum і Taxus chinensis, а також з покритонасінними. Це відносно тіньовитривалий видів, сіянці і саджанці успішно ростуть під пологом лісу.

## Морфологія
Дерево до 20 м у висоту і 25 см діаметром, з широкою, яйцюватою кроною. Листки 3.5–10(15) см завдовжки і 8–15 мм шириною, вузько ланцетні або лінійні, прямі або зігнуті на верхній частині. Аріли фіолетово-червоні при дозріванні, злегка покриті білим порошком.

## Використання
Деревина великих дерев цінується для меблевого виробництва, в той час як менші розміри йдуть ремесел і виробництва інструментів. Багато чого з цього робиться в Китаї і цілком імовірно, що деревина в'єтнамського походження використовується. Насіння багате оліями і використовується в лікувальних цілях. Цей вид знаходиться в обмеженому вирощування, наприклад як бонсай.

## Загрози та охорона
Загрожують в основному вирубки лісу, що призводить до фрагментації лісових територій зі зниженням чисельності населення. Лише невелика частина даного виду зустрічається на охоронних територіях.